# Benny Golson
Benny Golson (født 25. januar 1929 i Philadelphia, død 21. september 2024) var en amerikansk saxofonist, komponist og arrangør.
Golson hørte til en af jazzens fornemste komponister indenfor bebop og hardbop. Han skrev mange numre som hører til jazzens standard repertoire, såsom I´ll Remember Clifford, Stable Mates, Whisper Not, Killer Joe og Along Came Betty.
Han spillede med Lionel Hampton, Dizzy Gillespie og Art Blakeys Jazz Messengers.
Golson der var inspireret af Pianisten og komponisten Tadd Dameron, havde fra 1959 til 1962 ligeledes en jazztet med trompetisten Art Farmer. 

## Diskografi
- Benny Golson´s New York Scene
- The Modern Touch
- The Other Side of Benny Golson
- Groovin with Golson
- Gone With Golson
- Gettin With it
- Meet the Jazztet
- Pop + Jazz = Swing
- Just Jazz
- Stockholm Sojourn
- Up Jumped Spring
- Up Jumped Benny
- Tenor Legacy
- Tune In Turn of the Hippest commercials of the sixties
- Thats Funky
- One Day Forever
- Terminal 1
- Free
- Turning Point
- The Masquerade Is Over
- The Many Moods of Benny Golson
- Take a Number From 1 to 10
- Three Little Words
- New Time , New Tet

## Galleri
Fotos (2008): Hreinn Gudlaugsson